# What’s That Noise
Az 1989-es What’s That Noise a Coldcut debütáló nagylemeze. Szerepel az 1001 lemez, amit hallanod kell, mielőtt meghalsz című könyvben.

## Az album dalai
|     | Cím                                                      | Szerző(k)                                               | Hossz |
| --- | -------------------------------------------------------- | ------------------------------------------------------- | ----- |
| 1.  | People Hold On (közreműködik Lisa Stansfield)            | Matt Black, Jonathan More, Lisa Stansfield              | 3:58  |
| 2.  | Fat (Party And Bullshit)                                 | Black, More                                             | 4:17  |
| 3.  | (I'm) In Deep (közreműködik Mark E. Smith)               | Black, Kevin Foakes, More, Mark E. Smith                | 5:08  |
| 4.  | My Telephone (közreműködik Lisa Stansfield)              | Black, DeVaney, Foakes, More, Morris, Parry, Stansfield | 4:54  |
| 5.  | Theme From "Reportage"                                   | Black, Foakes, More                                     | 1:35  |
| 6.  | Which Doctor?                                            | Black, Foakes, More                                     | 4:30  |
| 7.  | Stop This Crazy Thing (közreműködik Junior Reid)         | Black, Foakes, More, Junior Reid                        | 5:15  |
| 8.  | No Connection                                            | Black, Foakes, More                                     | 3:34  |
| 9.  | Smoke Dis One (közreműködik Queen Latifah)               | Black, Foakes, More, Dana Owens                         | 5:40  |
| 10. | Not Paid Enough                                          | Black, Foakes, More                                     | 7:23  |
| 11. | What's That Noise?                                       | Black, Foakes, More                                     | 2:28  |
| 12. | Beats & Pieces (Mo Bass Remix)                           | Black, More                                             | 6:00  |
| 13. | Stop This Crazy Thing (Hedmaster Mix By Adrian Sherwood) | Black, Foakes, More, Reid                               | 7:00  |

## Közreműködők
- Jonathan More – dobgép, basszusgitár, ütőhangszerek, billentyűk, hangmérnök, lejátszó, sample-ök
- Matt Black – szintetizátor, dobgép, billentyűk, hangmérnök, lejátszó, sample-ök
- Tony Harris – hangmérnök
- George Shilling – hangmérnök
- Lisa Stansfield – ének
- Barry Clempson – hangmérnök
- Ian Devaney – zongora, billentyűk
- Merlin T. – hangmérnök
- Dave Campbell – hangmérnök
- John Jamieson – billentyűk
- Junior Reid – ének
- Snowboy – ütőhangszerek
- Mark E. Smith – ének
- Cleveland Watkiss – háttérvokál
- Queen Latifah – ének, rap
- Yasmina Evans – ének

## Fordítás
Ez a szócikk részben vagy egészben a What's That Noise? című angol Wikipédia-szócikk ezen változatának fordításán alapul.  Az eredeti cikk szerkesztőit annak laptörténete sorolja fel. Ez a jelzés csupán a megfogalmazás eredetét és a szerzői jogokat jelzi, nem szolgál a cikkben szereplő információk forrásmegjelöléseként.